# Marcelo Vidal
Marcelo Vidal (sinh ngày 15 tháng 1 năm 1991) là một cầu thủ bóng đá người Argentina.

## Sự nghiệp câu lạc bộ
Marcelo Vidal đã từng chơi cho Renofa Yamaguchi FC.